# Yarden Klayman
Yarden Klayman  (hebräisch ירדן קליימן‎; * 1993 in Jerusalem) ist eine israelische Saxophonistin.

## Leben
Yarden Klayman begann mit dem Saxophonspielen, während sie für dreieinhalb Jahre in Neuseeland und Australien lebte. Später studierte sie an der Music and Dance Academy High School in Jerusalem. Sie spielt israelische Folkmusik, Klezmer und Eigenkompositionen beispielsweise am Khutzot Hayotzer Summer Festival oder dem Shaka Festival.
Bekannt wurde sie durch Fernsehproduktionen bei Reshet.tv und TLV.TV mit ihrem Programm Sax on the Beach.
Seit 2016 ist Klayman mit ihrem Deep-House-orientierten Programm Live on DJ unterwegs. Im Laufe der Jahre absolvierte sie Tourneen u. a. durch Italien, die Türkei, Griechenland, Deutschland und Aserbaidschan. Hierbei spielt und improvisiert sie live zu den Electrobeats eines DJs.
Klayman lebt in Tel Aviv-Jaffa. Während der Tourneepausen gibt sie dort Privatschülern Saxophonunterricht.